# Srogoń baldaszkowiec
Srogoń baldaszkowiec (Rhinocoris iracundus) – gatunek owada z rzędu pluskwiaków. Jest to owad o długości 13-18 mm. Owad drapieżny, wysysający inne owady przy pomocy trójczłonowej kłujki. Najczęściej spotykany na kwiatach roślin baldaszkowatych. Występuje na terenie Europy.